# Air Combat
Aquest article tracta sobre el videojoc. Podeu veure també la saga de videojocs d'Ace Combat.
Air Combat és un videojoc d'acció i simulació de vol semi-realista, desenvolupat per Namco i va ser llançat el 1995 per la Sony PlayStation. Va ser anomenat "Ace Combat" al Japó, però el nom va ser canviat per les noves versions per raons desconegudes. Aquest joc és la primera part de la saga Ace Combat.
Air Combat és també un videojoc recreatiu de Namco el 1992 que simula un F-16. El joc tracta de lluitar amb les armes dels avions en tres nivells de joc; Cadet, Captain i Ace. Aquest joc va ser el predecessor dels videojocs de la saga a PlayStation. Té una continuació en la versió recreativa, Air Combat 22.

## Línia del joc
La història s'inicia quan uns terroristes comencen a destruir massivament un país sense nom. Els esforços per derrotar aquests terroristes a través de recursos convencionals fallaven i la situació es posava difícil. En resposta, un mercenari de la força aèria va ser reunit per prendre la lluita a l'enemic i alliberar la nació de les forces terroristes.

## Avions
Air Combat té alguns avions per triar que des de cada avió té forces diferents i debilitats, i posa a les mans del jugador per determinar quina aeronau millor escau a cada missió. A diferència de les seves continuacions, l'Air Combat aplica una feina de pintura a cada avió una vegada que es compra.
Aquesta és la llista d'avions:
- F-4 Phantom II
- F-14 Tomcat
- F-15 Eagle
- F-16 Fighting Falcon
- F-117 Nighthawk
- F/A-18 Hornet
- F-22 Raptor
- YF-23 Black Widow II
- Fairchild Republic A-10 Thunderbolt II
- MiG-29 Fulcrum
- MiG-31 Foxhound
- Su-27 Flanker
- EF-2000
- R-C01
- SF-39
- TND-F2